# Воронцовська
Воронцовська — станиця в Дінському районі Краснодарського краю, у складі Нововеличковського сільського поселення.
Населення — 1,2 тис. мешканців.
Розташована у степовій зоні кубанського правобережжя, за 9 км на захід від центру сільського поселення — станиці Нововеличковської, за 25 км північно-західніше Краснодару.